# 多拉·沙烈
多拉·沙烈（1963年10月10日—），马来西亚足球教练、前足球员，现為马来西亚足球超级联赛俱乐部斯里彭亨的主教练，曾经执教马来西亚国家足球队。

## 执教马来西亚国家队
2014年6月，多拉·沙烈出任马来西亚国家足球队主教练，2014年东南亚足球锦标赛多拉·沙烈成功带领马来西亚国家队晋级总决赛，但两回合以3比4比分不敌泰国，屈居亚军。2015年6月16日，多拉·沙烈带领的马来西亚在2018年世界杯预选赛世界杯预选赛亚洲区第二轮第二场比赛主场中以0比6不敌巴勒斯坦國。2015年9月3日，马来西亚在客场0比10不敌阿联酋，创下马来西亚由史以来最大比分的败仗，该场比赛马来西亚还创下了连换3名门将的情况，比赛结束回国后的多拉·沙烈宣布辞去马来西亚国家队主教练职务。

## 荣誉

### 球员时期

#### 俱乐部
柔佛
- 马来西亚杯：1985
- 马来西亚慈善盾：1986

雪兰莪
- 马来西亚足球联赛冠军：1989、1990
- 马来西亚慈善盾冠军：1987、1990

彭亨
- 马来西亚首要足球联赛冠军：1992
- 马来西亚足球联赛冠军：1995
- 马来西亚慈善盾冠军：1992、1993

#### 国家队
- 东南亚运动会：金牌，1989
- 默迪卡盃足球賽冠军：1993

### 教练荣誉

#### 俱乐部
八打灵再也市议会
- 马来西亚杯冠军：2003
- 马来西亚首要足球联赛冠军：2004
- 马来西亚慈善盾冠军：2004

雪兰莪
- 马来西亚首要足球联赛冠军：2005
- 马来西亚足总杯冠军：2005
- 马来西亚杯冠军：2005

皇家警察
- 马来西亚首要足球联赛冠军：2014

斯里彭亨
- 马来西亚首要足球联赛亚军：2012
- 马来西亚杯冠军：2013
- 马来西亚足总杯：2018[8]

### = 国家队
马来西亚
- 2014年东南亚足球锦标赛冠军